# Грбови рејона Ставропољске Покрајине
Грбови рејона Ставропољске Покрајине обухвата галерију грбова административних јединица руске покрајине — Ставропољске, са статусом градских округа и рејона, те њихове историјске грбове (уколико их има).
Већина грбова настала је након успостављања Руске Федерације и Ставропољске Покрајине, као њеног саставног субјекта.

## Грбови округа и рејона
- Грб рејона 
 Александровски
- Грб рејона 
 Андроповски
- Грб рејона 
 Апанасенковски
- Грб рејона 
 Арзгирски
- Грб рејона 
 Благодарњенски
- Грб рејона 
 Буђоновски
- Грб рејона 
 Георгијевски
- Грб рејона 
 Грачјовски
- Грб рејона 
 Изобиљњенски
- Грб рејона 
 Ипатовски
- Грб рејона 
 Кировски
- Грб рејона 
 Кочубејевски
- Грб рејона 
 Красногвардејски
- Грб рејона 
 Курски
- Грб рејона 
 Љевокумски
- Грб рејона 
 Њефтекумски
- Грб рејона 
 Новоалександровски
- Грб рејона 
 Новоселички
- Грб рејона 
 Петровски
- Грб рејона 
 Предгорњи
- Грб рејона 
 Совјетски
- Грб рејона 
 Стјепновски
- Грб рејона 
 Труновски
- Грб рејона 
 Туркменски
- Грб рејона 
 Шпаковски